# Meister der Jagdszenen
Als Meister der Jagdszenen wird ein Plakettenkünstler bezeichnet, der um 1570 bis 1580 in Nürnberg aus Blei gegossene Plaketten mit Jagddarstellungen gestaltete.
Seine Flachreliefs zeigen meist kleinformatige typische Szenen von Waldlandschaften mit Hirschjagd oder Hasenjagd. Der Meister folgt dem Stil der Plakettenfolge von Peter Flötner, der ebenfalls in Nürnberg lebte; jedoch erreicht der Meister der Jagdszenen nach Ansicht von Experten nicht ganz dessen Kunstfertigkeit in der Plakettenerstellung.
Werke (Auswahl)
- Plakette mit Gründung Karthagos Historisches Museum in Basel.[1]
- vor 1577: Jagdszene. Ein Reiter auf nach rechts springendem Roß hält in erhobener Rechten eine Pistole. dazu eine  Hirschjagd und eine Hasenjagd (Nr. 5925).
- Diana und Aktäon. Teil einer Serie mit Hirsch-, Falken-, Bären-, Eber-, Reiher- und Hasenjagd (Nr. 5889).
- 1580: Susanna im Bade. (Nr. 5799).
- Der Friede. (Nr. 5702).
- Tintenfass mit vier Plaketten (Nr. 5867).